# 欧洲小雨燕

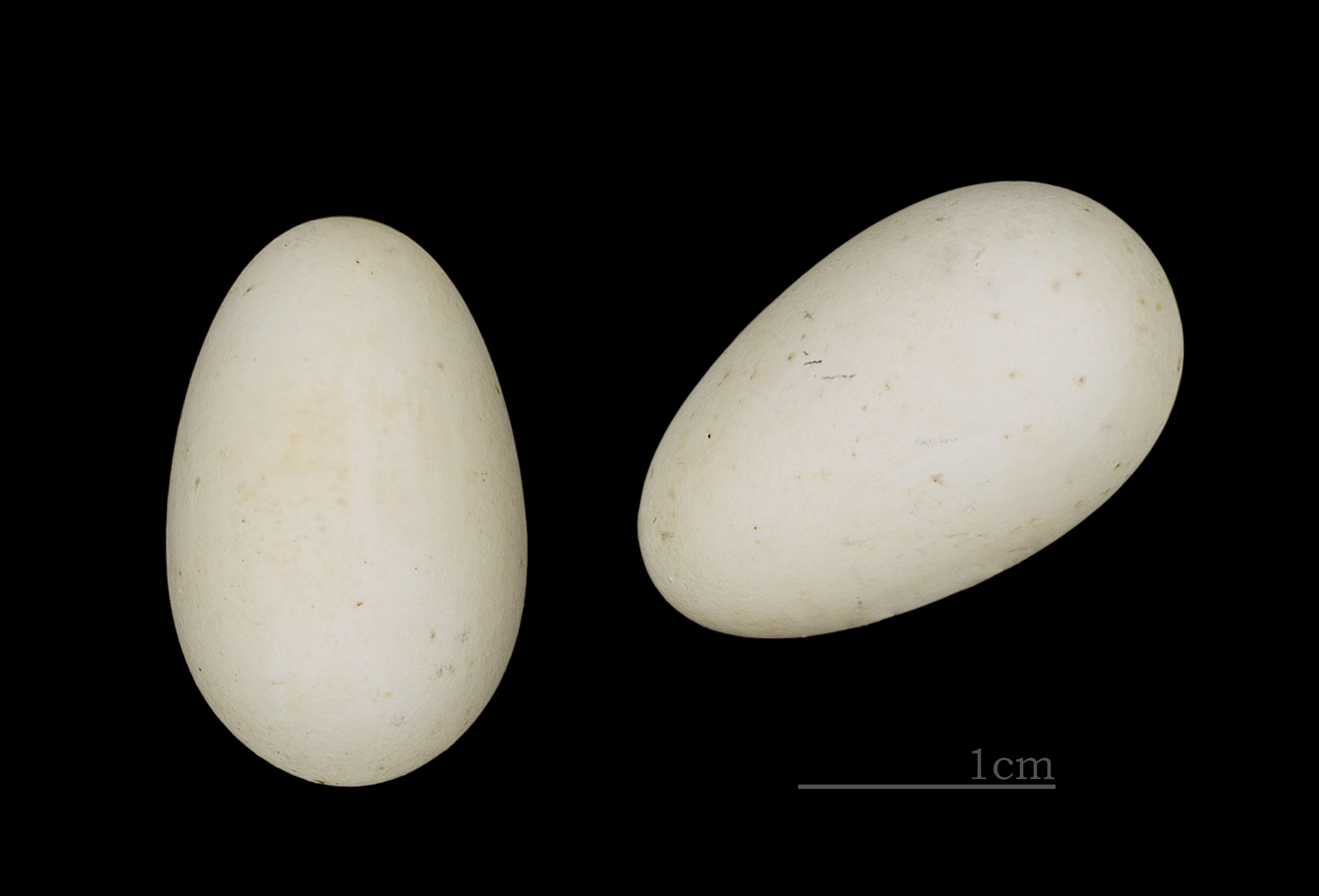
Apus affinis

欧洲小雨燕（学名：Apus affinis）为雨燕科雨燕属的鸟类。该物种的模式产地在印度。

## 亚种
欧洲小雨燕包括以下亚种
- （学名： Brooke, 1969）
- 欧洲小雨燕指名亚种（学名： (J. E. Gray, 1830)）
- （学名： Hartert, 1928）
- （学名： (Antinori, 1855)）
- （学名： Madarasz, 1911）
- （学名： Meinertzhagen, 1949）